# Młodzieżowe Indywidualne Mistrzostwa Polski na Żużlu 1997
Młodzieżowe Indywidualne Mistrzostwa Polski na Żużlu 1997 – zawody żużlowe, mające na celu wyłonienie medalistów młodzieżowych indywidualnych mistrzostw Polski w sezonie 1997. Rozegrano dwa turnieje półfinałowe oraz finał, w którym zwyciężył Grzegorz Walasek.

## Finał
- Częstochowa, 5 września 1997
- Sędzia: Lechosław Bartnicki

| Msc. | Zawodnik                | Klub         | Pkt |                |  |
| ---- | ----------------------- | ------------ | --- | -------------- |  |
| 1    | Grzegorz Walasek        | Zielona Góra | 13  | (2,3,3,3,2)    |  |
| 2    | Piotr Winiarz           | Rzeszów      | 12  | (3,1,2,3,3)    |  |
| 3    | Rafał Dobrucki          | Piła         | 11  | (3,3,2,3,d)    |  |
| 4    | Bartłomiej Bardecki     | Wrocław      | 10  | (3,2,3,0,2)    |  |
| 5    | Rafał Okoniewski        | Piła         | 10  | (1,2,2,2,3)    |  |
| 6    | Damian Baliński         | Leszno       | 9   | (2,d,3,1,3)    |  |
| 7    | Andrzej Szymański       | Leszno       | 8   | (w,3,3,2,w)    |  |
| 8    | Artur Pietrzyk          | Częstochowa  | 8   | (3,0,1,3,1)    |  |
| 9    | Grzegorz Kłopot         | Zielona Góra | 8   | (2,2,1,1,2)    |  |
| 10   | Tomasz Poprawski        | Bydgoszcz    | 7   | (1,2,2,0,2)    |  |
| 11   | Paweł Łęcki             | Ostrów Wlkp. | 6   | (1,3,0,1,1)    |  |
| 12   | Tomasz Cieślewicz       | Gniezno      | 5   | (0,1,1,2,1)    |  |
| 13   | Krzysztof Jabłoński     | Gniezno      | 4   | (d,d,d,1,3)    |  |
| 14   | Adam Skórnicki          | Leszno       | 4   | (2,w,0,2,w)    |  |
| 15   | rez. Sylwester Moskwiak | Gorzów Wlkp. | 3   | (1,1,1,0,0)    |  |
| 16   | Robert Dados            | Grudziądz    | 0   | (u/ns,–,–,–,–) |  |
| 17   | Paweł Staszek           | Grudziądz    | 0   | (0,d,–,–,–)    |  |
|      | rez. Sebastian Kowolik  | Częstochowa  | ns  |                |  |